# Chlorure de guanidinium
Le chlorure de guanidinium est le chlorhydrate de guanidine. C'est un agent chaotropique (un dénaturant des protéines).

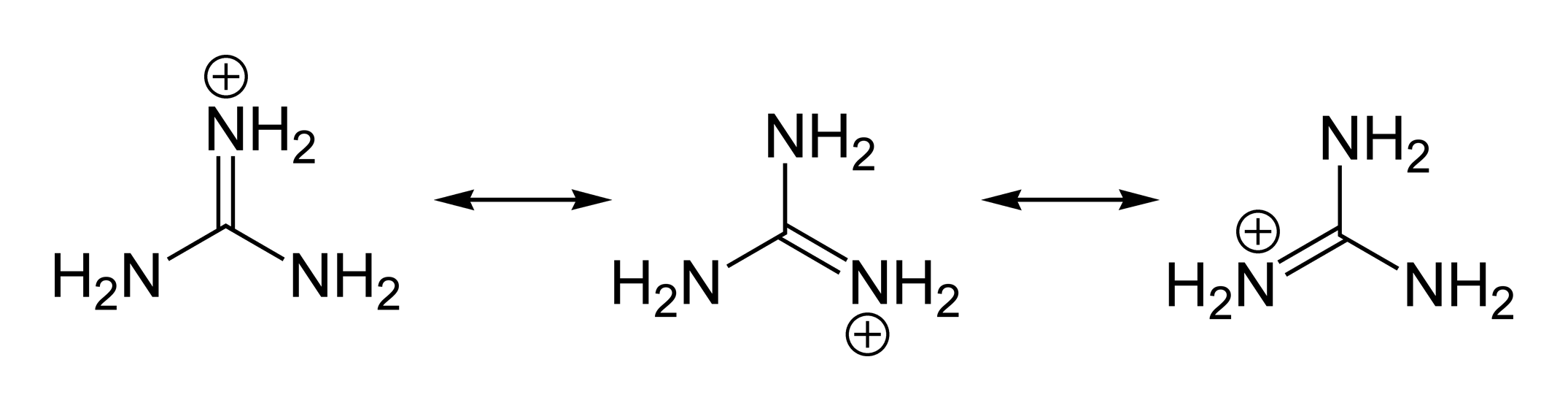
L'ion guanidinium est un hybride de résonance : la charge positive se répartit symétriquement sur les 3 atomes d'azote.